# Taça Amílcar Cabral de 2007
A Taça Amílcar Cabral de 2007 foi a XIXª edição da Taça Amílcar Cabral. Foi disputada na Guiné-Bissau entre os dias 30 de novembro e 10 de dezembro de 2007. 
Os jogos ocorreram no Estádio Nacional 24 de Setembro e no Complexo Desportivo Lino Correia. A seleção do Mali foi a campeã do torneio, batendo Cabo Verde na final por 2-1. O artilheiro do campeonato foi Meïssa Binta Ndiaye, de Senegal, com 4 gols.

## Nações Participantes
- Cabo Verde
- Gâmbia
- Guiné
- Guiné-Bissau (anfitrião)
- Mali
- Mauritânia (desistiu)
- Senegal
- Serra Leoa

## Partidas

### Grupo A
- Guiné Bissau
- Senegal
- Serra Leoa
- Mauritânia (desistiu)

### Grupo B
- Mali
- Cabo Verde
- Gâmbia
- Guiné

## Classificação final
- 1º lugar -  Mali
- 2º lugar -  Cabo Verde
- 3º lugar -  Senegal
- 4º lugar -  Guiné Bissau

## Premiações

### Melhor jogador
- Souleymane Dembélé

### Melhor goleiro
- Fredson Fock

### Artilheiro
- Meïssa Binta Ndiaye - 4 gols

### Melhor árbitro
- Ousmane Karambé